# 나로드노에 오폴체니예역
나로드노에 오폴체니예 역(러시아어: Народное Ополчение)은 모스크바 지하철 볼샤야 콜체바야 선의 역이다. 2021년 4월 1일에 개장하였다.